# 尾澤篤史
尾澤 篤史（おざわ あつし）は、日本の撮影監督。

## 経歴
2009年『パコと魔法の絵本』と2011年『告白』で日本アカデミー賞優秀撮影賞を阿藤正一と共同受賞。

## 主な撮影作品

### 映画
- tokyo.sora （2002年／石川寛監督） - 撮影助手[1]
- ヘアスタイル 『マッシュルーム』（2005年／中島哲也監督） - オムニバス映画
- 腑抜けども、悲しみの愛を見せろ （2007年／吉田大八監督）
- 桜と印籠 （2008年／大宮エリー監督）
- パコと魔法の絵本 （2008年／中島哲也監督）
- ララピポ （2009年／宮野雅之監督）
- 告白 （2010年／中島哲也監督）
- 渇き。（2014年・中島哲也監督） - B班撮影

### テレビドラマ
- 世にも奇妙な物語 秋の特別編「っていうか歴史上やまなかった雨はない」（2001年、フジテレビ）[2]
- X'smap〜虎とライオンと五人の男〜 （2004年、フジテレビ）

## 受賞歴
- 2009年 第32回日本アカデミー賞：優秀撮影賞『パコと魔法の絵本』[3]
- 2011年 第34回日本アカデミー賞：優秀撮影賞『告白』[4]